# Madagaskarspitsmuis
De madagaskarspitsmuis (Suncus madagascariensis)  is een zoogdier uit de familie van de spitsmuizen (Soricidae). De wetenschappelijke naam van de soort werd voor het eerst geldig gepubliceerd door Coquerel in 1848.

## Voorkomen
De soort komt voor in Madagaskar, de Comoren en op Socotra.